# باقر برومند
باقر برومند سیاست‌مدار ایرانی بود، که در  دوره نوزدهم  بعنوان نماینده اصفهان در مجلس شورای ملی حضور داشت.